# Jacques Wathelet
Jacques Jean Joseph Wathelet (Hoei, 19 november 1922 - Plainevaux, 15 november 2003) was een Belgisch senator.

## Levensloop
Wathelet promoveerde in 1947 tot doctor in de rechten aan de Universiteit van Luik en vestigde zich als advocaat in Seraing.
Van 1959 tot 1976 was hij gemeenteraadslid van Seraing. Eerst vertegenwoordigde hij in de gemeenteraad de christendemocratische PSC, in 1970 stapte hij over naar het Rassemblement Wallon. In 1976 volgde hij François Perin en Jean Gol naar de PRL, uit protest tegen de linksere koers van het RW.
Van 1971 tot 1977 zetelde Wathelet als rechtstreeks gekozen senator voor het arrondissement Luik in de Belgische Senaat. In 1980 werd hij opnieuw senator na het ontslag van François Perin en vervulde dit mandaat tot in 1984. Door het toen bestaande dubbelmandaat zetelde hij van 1971 tot 1977 ook in de Cultuurraad voor de Franse Cultuurgemeenschap en van 1980 tot 1984 in de Waalse Gewestraad, waar hij van 1980 tot 1981 PRL-fractieleider was, en in de Franse Gemeenschapsraad.
In 1984 verliet Wathelet de politiek toen hij benoemd werd tot rechter in het Arbitragehof, wat hij bleef tot in november 1992, toen hij de leeftijdsgrens van 70 jaar bereikte. Van juli tot november 1992 was hij voorzitter van de Franstalige taalgroep van het Arbitragegroep.